# Messier 74
Messier 74 (také M74 nebo NGC 628) je spirální galaxie v souhvězdí Ryb s úhlovými rozměry 10,5'x9,5' a hvězdnou velikostí 9,4. Od Země je vzdálená 35 miliónů světelných let. Tato galaxie má dvě výrazná spirální ramena a je typickým příkladem spirálních galaxií s výraznými rameny.
Z důvodu její malé plošné jasnosti je to pro amatérské astronomy nejtěžší objekt Messierova katalogu.
Ovšem díky její poměrně velké úhlové velikosti a jejímu natočení čelem k Zemi je dokonalým předmětem výzkumu profesionálních astronomů, kteří se zabývají stavbou spirálních ramen a spirálními hustotními vlnami.

## Pozorování

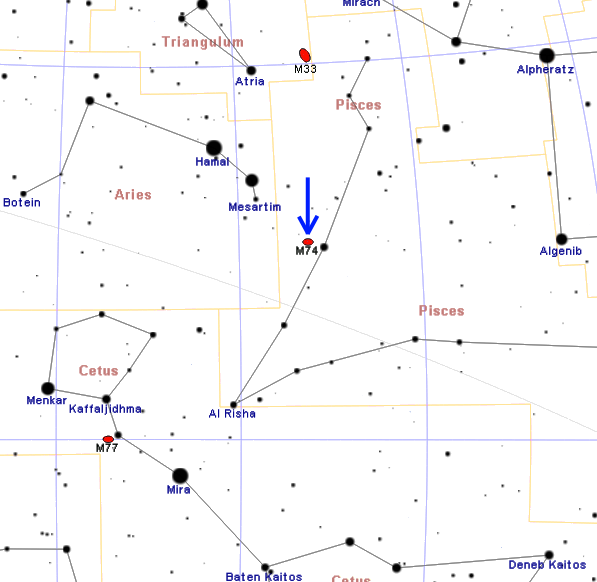
Poloha M 74 v souhvězdí Ryb.

M74 leží 1,5° východo-severovýchodním směrem od hvězdy nejjasnější hvězdy v souhvězdí Ryb, kterou je Alpherg (η Piscium) s magnitudou 3,6. Tato galaxie má druhou nejnižší plošnou jasnost ze všech Messierových objektů (nejnižší má galaxie Větrník). Její pozorování může být velmi obtížné, pokud není obloha dostatečně tmavá a průzračná, nebo pokud je pozorovací stanoviště zasaženo světelným znečištěním. K pozorování této galaxie je zapotřebí použít nízké zvětšení, protože při vyšším zvětšení se její slabý jas rozptýlí na větší ploše a pro většinu lidí tak přestává být viditelná. Ke snadnějšímu pozorování je výhodné použít techniku odvráceného pohledu a nechat oči přizpůsobit se tmě.

## Historie pozorování
Galaxii M74 objevil Pierre Méchain na konci září 1780 a oznámil to svému příteli Charlesi Messierovi, který určil její souřadnice a 18. října 1780 ji přidal do svého katalogu.

## Supernovy
Ve 20. století nebyla v této galaxii pozorována žádná supernova, zato na začátku 21. století v ní byly objeveny tři: SN 2002ap s magnitudou 14,4,
SN 2003gd s magnitudou 13,2
a SN 2013ej s magnitudou 13,5.
SN 2002ap vzbudila značnou pozornost, protože je jednou z mála supernov typu Ic, tedy hypernov, které byly v tom období pozorovány v dosahu 10 megaparseků.
Tento typ supernov byl použit k ověření teorií původu podobných supernov typu Ic ve větších vzdálenostech a teorií souvislosti mezi supernovami a gama záblesky.
SN 2003gd je supernova typu II-P.
Supernovy typu II mají známou svítivost, takže mohou být použity k přesnému měření vzdáleností. Pomocí této metody a supernovy SN 2003gd byla vzdálenost M74 určena na 9,6 ±2,8 Mpc, tedy 31 ±9 milionů světelných let.
Pro srovnání, vzdálenost určená dvěma způsoby pomocí nejjasnějších veleobrů je 7,7 ±1,7 Mpc a 9,6 ±2,2 Mpc. Spojením těchto výsledků byla určena střední hodnota vzdálenosti na 9,3 ±1,8 Mpc. Ben E. K. Sugerman našel světelnou ozvěnu této supernovy, tedy odraz jejího světla, které k Zemi přišlo s určitým zpožděním.
Stala se tak jednou z mála supernov, u kterých byla taková ozvěna nalezena. Zdá se, že tento odraz způsobil tenký oblak prachu, který se z pohledu od Země nachází před supernovou, a že může být použit k určení složení mezihvězdného prachu.

## Černá díra

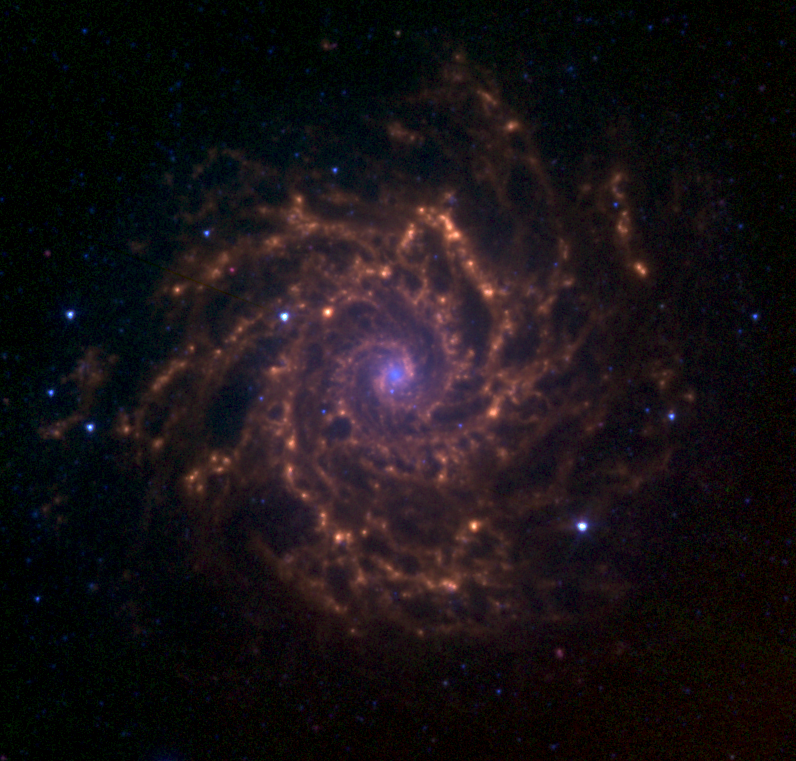
Snímek M74 pořízený Spitzerovým dalekohledem jako součást infračervené přehlídky blízkých galaxií. Modrá barva představuje záření hvězd na vlnové délce 3,6 mikrometrů, zelená a červená barva představují záření 5,8 a 8,0 mikrometrů, které pochází od polyaromatických uhlovodíků a pravděpodobně od prachu.

22. března 2005 bylo vydáno oznámení,
že rentgenová observatoř Chandra v galaxii M74 zpozorovala vysoce svítivý rentgenový zdroj, který v pravidelných úsecích opakujících se každé dvě hodiny vyzařuje více rentgenové energie než neutronová hvězda. Hmotnost tohoto zdroje byla odhadnuta na asi 10 000 hmotností Slunce a mohlo by se tak jednat o černou díru střední hmotnosti, což je neobvyklá třída černých děr tvořící přechod mezi černými děrami hvězdných hmotností a obřími černými děrami, které podle platných teorií sídlí uprostřed mnoha galaxií. Středně hmotné černé díry nevznikají výbuchem jediné supernovy, ale pravděpodobně spojením několika hvězdných černých děr uvnitř hvězdokup. Tento rentgenový zdroj dostal označení CXOU J013651.1+154547.

## Sousední galaxie
M74 je nejjasnějším členem skupiny galaxií M 74, což je skupina 5 až 7 galaxií, mezi které patří pekuliární spirální galaxie NGC 660 a několik nepravidelných galaxií.
Přestože různé metody dokážou shodně určit hlavní členy skupiny, přesný počet jejích členů je stále nejistý.

## Vlastnosti

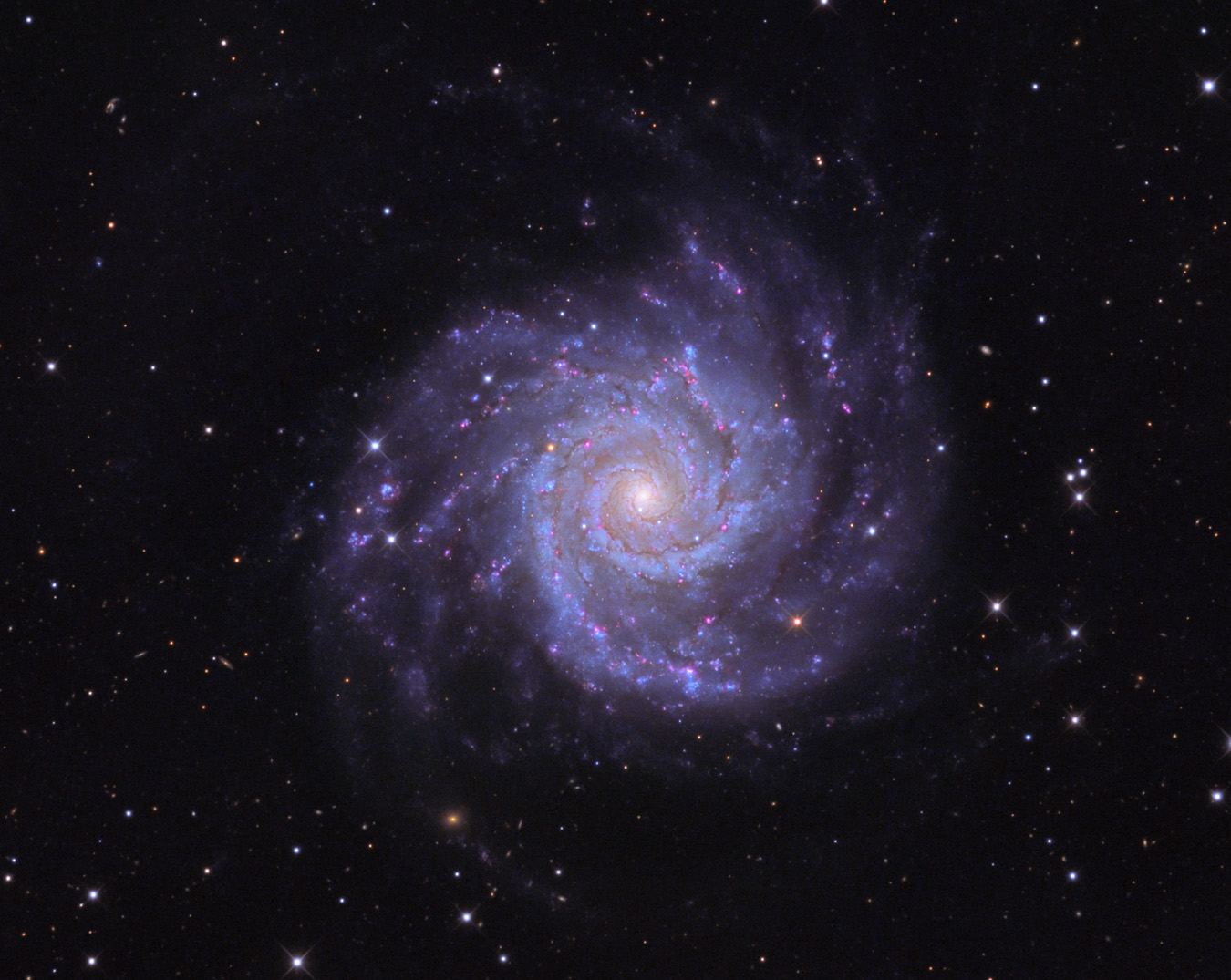
Hloubkový snímek galaxie M 74. Autor: Adam Block

Tato galaxie je od Země vzdálená 35 miliónů světelných let, má celkový průměr 95 000 světelných let, šířku ramen zhruba 1 000 světelných let a vzdaluje se od Mléčné dráhy rychlostí 800 km/s. Obsahuje asi 100 miliard hvězd.
Velký počet HII oblastí a výrazná spirální ramena svědčí o bouřlivé tvorbě hvězd v jejím disku. Těchto oblastí bylo napočítáno 193 a zejména na ultrafialových snímcích se výrazně zobrazují jako jasné uzlíky.